# N. Scott Momaday

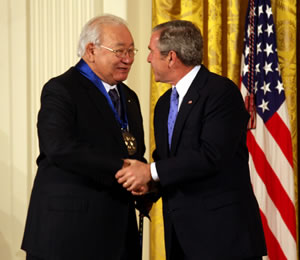
N. Scott Momaday mit George W. Bush (2007)

Navarre Scott Momaday (* 27. Februar 1934 in Lawton, Oklahoma; † 24. Januar 2024 in Santa Fe, New Mexico) war ein indigener amerikanischer Schriftsteller, Literaturwissenschaftler und Maler.

## Leben und Wirken
Momaday war ein Sohn der Schriftstellerin Natachee Scott Momaday und des Malers Al Momaday, der gelegentlich auch Publikationen seines Sohnes illustrierte. Er gehörte zum Stamm der Kiowa.
Für seinen ersten Roman House Made of Dawn wurde er 1969 als erster indigener Amerikaner überhaupt mit dem Pulitzer-Preis ausgezeichnet. Im selben Jahr erhielt er einen Ruf an die University of California in Berkeley, wo er Vorlesungen über englische Literatur und Komparatistik hielt. 1969 wurde er auch in die Gourd Dance Society der Kiowa aufgenommen und publizierte 1976 über diese Erfahrungen den Gedichtband The Gourd Dancer. Als Literaturprofessor, der insbesondere zur Indianischen Literatur lehrte, ging Momaday 1973 an die Stanford-Universität, 1982 an die University of Arizona in Tucson und hielt Gastvorlesungen an der Lomonossow-Universität in Moskau (1974), an der Universität Princeton, der Columbia University und in Europa, z. B. an der Universität Regensburg. 1992 wurde er in die American Academy of Arts and Sciences gewählt, 2022 in die American Academy of Arts and Letters.
Ab 1974 betätigte sich Momaday auch als Maler und Zeichner. Er hatte bereits viele Ausstellungen in den USA und illustrierte inzwischen seine Bücher selbst.
Momaday gilt als einer der profiliertesten Vertreter moderner indigener Kultur, der tiefe Einsichten in die Problematik und Spiritualität indigener Völker mit wissenschaftlicher Reflexion zu verbinden vermag. 2018 wurde er für sein Lebenswerk mit einem Anisfield-Wolf Book Award ausgezeichnet und 2021 wurde ihm die Frost Medal zuerkannt.
Er lebte mit seiner Frau Barbara Momaday in Jemez Springs und Santa Fe.
Dort starb er am 24. Januar 2024 im Alter von 89 Jahren.

## Werke

### Sachbuch
- The Native Americans: Indian County (1993)

### Belletristik
- The Journey of Tai-me (1967)
- House Made of Dawn (1968) – dt.: Haus aus Morgendämmerung ISBN 3-424-00950-4
- The Way to Rainy Mountain (1969) – dt. Der Weg zum Regenberg ISBN 3-9802155-2-0
- The Names: A Memoir (1976)
- The Ancient Child (1989) – dt. Im Sternbild des Bären ISBN 3-293-20058-3
- In the Presence of the Sun: Stories and Poems, 1961-1991 (1992)
- Circle of Wonder: A Native American Christmas Story (1994)
- The Man Made of Words: Essays, Stories, Passages (1997)

### Gedichte
- Angle of Geese and other Poems (1974)
- The Gourd Dancer (1976)
- In The Bear’s House (1999)